# نينزينج
نينزينج (بالألمانية: Nenzing) هي مدينة تسوق في منطقة بلودنز بولاية فورارلبرغ النمساوية، ويبلغ عدد سكانها 6.225 نسمة (2022).